# Guilherme Posser da Costa
Guilherme Posser da Costa foi o primeiro-ministro de São Tomé e Príncipe que administrou entre 5 de janeiro de 1999 e 18 de setembro de 2001 servindo ao partido MLSTP-PSD.

## Biografia
Guilherme Posser da Costa nasceu a 18 de maio de 1953 em São Tomé, principal cidade da então portuguesa São Tomé e Príncipe. Estudou Direito na Universidade de Coimbra, em Portugal , com especialização em Ciências Jurídicas; ele se formou em junho de 1978. É casado e tem três filhos. 
Seguiu carreira política no Movimento de Libertação de São Tomé e Príncipe-Partido Social-Democrata (MLSTP / PSD), único partido legal até à introdução do sistema multipartidário em 1991. Exerceu funções parlamentares de deputado e vice-presidente da Assembleia Nacional. No Ministério das Relações Exteriores, Posser da Costa atuou como Diretor de Assuntos Políticos, Secretário de Estado e depois Ministro em três ocasiões: de 1987 a 1988, 1990 a 1991 e 1994 a 1996. Foi também Embaixador Extraordinário e Plenipotenciário em Bélgica, França, Alemanha, Holanda, Suécia, Comunidade Europeia e Organização para a Alimentação e Agricultura. Durante a presidência de Fradique de Menezes, foi primeiro-ministro de 5 de janeiro de 1999 a 26 de setembro de 2001. 
No início de novembro de 2004, Posser da Costa supostamente danificou o gabinete do procurador-geral Adelino Pereira em um ataque. Pereira disse que isso se deveu a uma investigação sobre desvio de fundos de ajuda e ordenou a prisão de Posser da Costa. Devido ao alegado ataque, Posser da Costa renunciou ao parlamento em 15 de fevereiro de 2005, pouco antes de sua imunidade parlamentar ser removida.  Em 18 de março de 2005, ele recebeu uma sentença suspensa de dois anos por danificar o escritório de Pereira e "insultar a autoridade pública"; ele também foi obrigado a pagar uma compensação. Por seu turno, Posser da Costa disse que Pereira o acusou falsamente de estar envolvido no desvio de fundos de ajuda, e que nesse caso apenas tinha sido testemunha, não suspeito. 
Posser da Costa foi membro da Comissão Nacional e da Comissão Política do MLSTP / PSD, e Vice-Presidente sob a liderança do fundador e ex- Presidente Manuel Pinto da Costa. No IV Congresso do MLSTP / PSD, Posser da Costa foi eleito Presidente do partido a 27 de Fevereiro de 2005, sucedendo a Pinto da Costa. Houve 708 votos a favor de Posser da Costa, único candidato, e três votos contra.  Ocupou o cargo até 2010, quando foi substituído por Aurélio Martins. 

Posser da Costa foi nomeado candidato do MLSTP / PCD nas eleições presidenciais de 2021 . Embora tenha conquistado o apoio do Conselho Nacional do MLSTP-PSD com 83% dos votos, seus concorrentes à indicação optaram por se inscrever como candidatos independentes na eleição.